# Yoshiharu Sekino
Yoshiharu Sekino (関野 吉晴, Sekino Yoshiharu, 20 janvier 1949) est un chirurgien, explorateur, auteur de récits de voyage, photographe et anthropologue japonais.

## Biographie
Sekino naît à Tokyo en 1949. Étudiant à l'université Hitotsubashi, il est cofondateur et membre d'une équipe universitaire qui descend le fleuve Amazone sur toute sa longueur, puis voyage par la suite en Amérique du Sud. Il reçoit un B.A. en droit de l'université Hitotsubashi en 1975 et son M.D. de l'école de médecine de l'université municipale de Yokohama en 1982.
De 1993 à 2002, il entreprend un voyage, à pied ou en bicyclette, de la pointe sud de l'Amérique latine à la Tanzanie en passant par la Sibérie.
Depuis 2002, Sekino est professeur d'anthropologie culturelle à l'université d'art de Musashino.
En 2005, il annonce le début d'une exploration de cinq ans, à pied ou en bicyclette, en quête du chemin emprunté par les premiers Japonais venus du continent il y a trente à quante milles ans (trois théories sont mises à l'épreuve).
En 2009, il se lance dans un voyage de 100 jours en bateau traditionnel (pakur) pour retracer le chemin maritime emprunté par les Indonésiens pour se rendre au Japon, le courant de Kuroshio, il y a trois à dix mille ans. Il prévoit de récolter l'ADN des peuples rencontrés.

## Grand voyage
Sekino travaille comme chirurgien dans les hôpitaux de l'ouest de la banlieue de Tokyo, mais il est mieux connu pour ses voyages au Pérou et ailleurs en Amérique du Sud, ainsi qu'en Afrique où ses explorations relatives aux origines de l'humanité ont été adaptées dans une série télévisée, Gurēto jānī (グレートジャーニー), i.e. « Grand voyage »), diffusée sur Fuji Television et plus tard commercialisées en DVD.
À partir de 1974, Sekino publie une série de livres sur l'Amérique du Sud, l'anthropologie, l'exploration, la démographie préhistorique etc. dont certains sont principalement des albums de photographies.
En 1977, il repart explorer la forêt amazonienne à la recherche des pyramides de Païtiti aperçues sur les premières images satellite du Pérou prises en 1975 par Landsat 2.

## Distinctions
- 1999 : Naomi Uemura Award[2]